# Protocarnívora

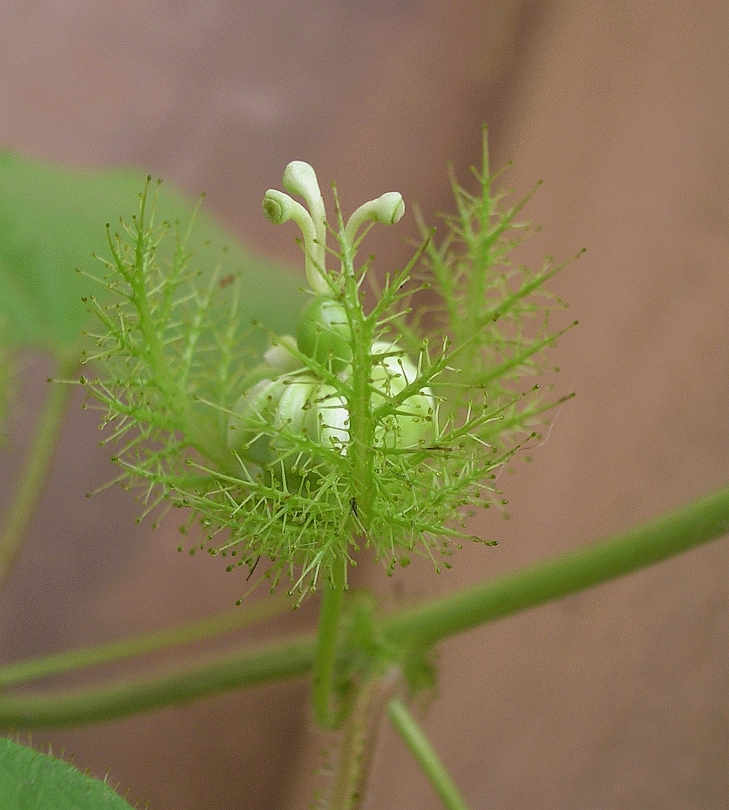
Fulles de Passiflora foetida, una planta protocarnívora

Les plantes protocarnívores (de vegades dites paracarnívores, subcarnívores, o semicarnívores) són aquelles plantes que atrapen i maten insectes o animals però que no tenen la capacitat de digerir-los o d'absorbir els nutrients de la seva presa com sí que ho fa una planta carnívora. Les adaptacions morfològiques, són paral·lels a l'estructura de la trampa de la planta carnívora en sentit estricte.
La línia de demarcació entre les plantes carnívores i les protocarnívores no queda ben delimitada per la manca d'una definició precisa de carnivorisme en les plantes i per la bibliografia ambigua sobre aquest tema.

## Observacions històriques

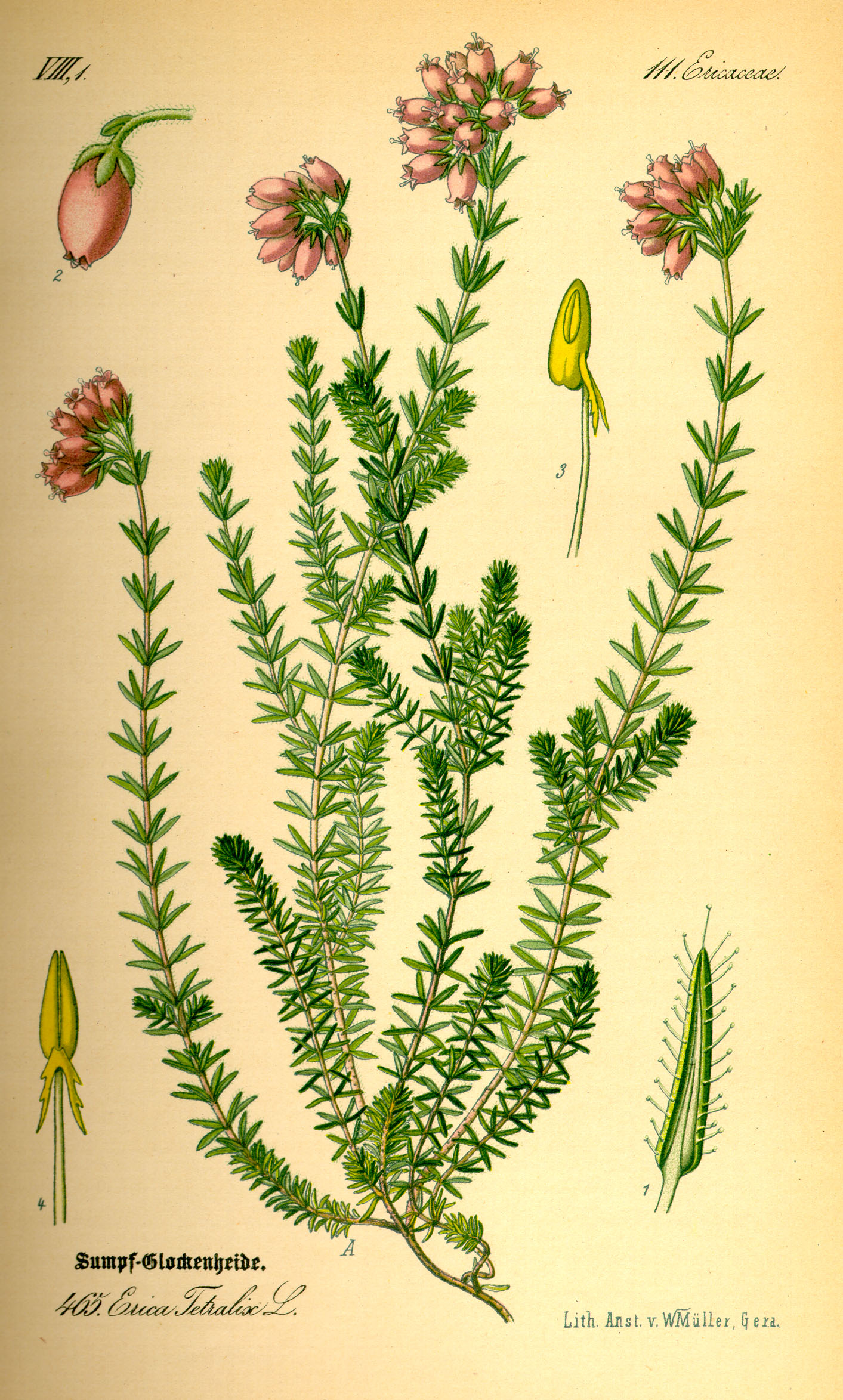
Charles Darwin opinava que Erica tetralix podria ésser una planta carnívora

Les plantes del gènere Dionaea o Drosera, se sap des de l'antiguitat que són carnívores. Chales Darwin opinava que moltes plantes que havien desenvolupat glàndules adhesives com Erica tetralix, Mirabilis longifolia, Pelargonium zonale, Primula sinesis i Saxifraga umbrosa podien ésser carnívores, però d'això se'n va fer poca recerca científica. Francis Lloyd ha confegit una llista d plantes carnívores en el seu llibre de l'any 1942. Més tard el 1981, Paul Simons redescobreix d'una revista italiana del principi del segle XX uns articles que identificaven diverses espècies de plantes carnívores que digerien la presa després de capturar-la amb la seva trampa adhesiva i que aquesta referència mancava en la bibliografia utilitzada.

## Definició de planta carnívora
N'hi ha dues una més restrictiva que l'altra.

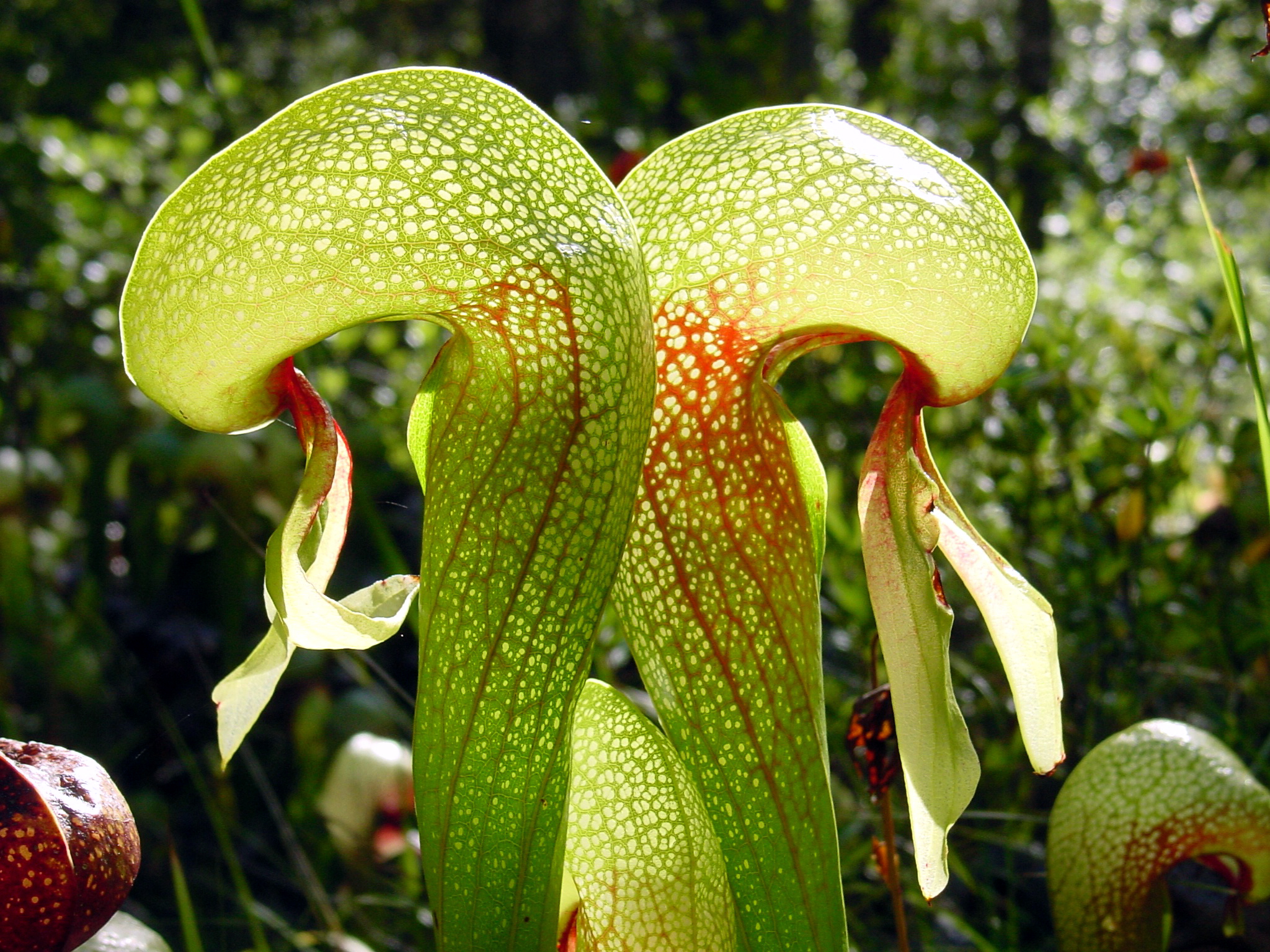
Darlingtonia californica no produeix enzims digestius.

Segons la definició més restrictiva la planta carnívora ha de tenir adaptacions morfològiques que li permetin atraure les preses mitjançant perfums o colors, capturar-la i evitar que escapi, digerir-la amb els enzims que la mateixa planta produeix i absorbir els productes de la digestió mitjançant estructures especialitzades.
La definició menys restrictiva accepta que la planta no produeixi els seus propis enzims.

## Grau de carnivoresa

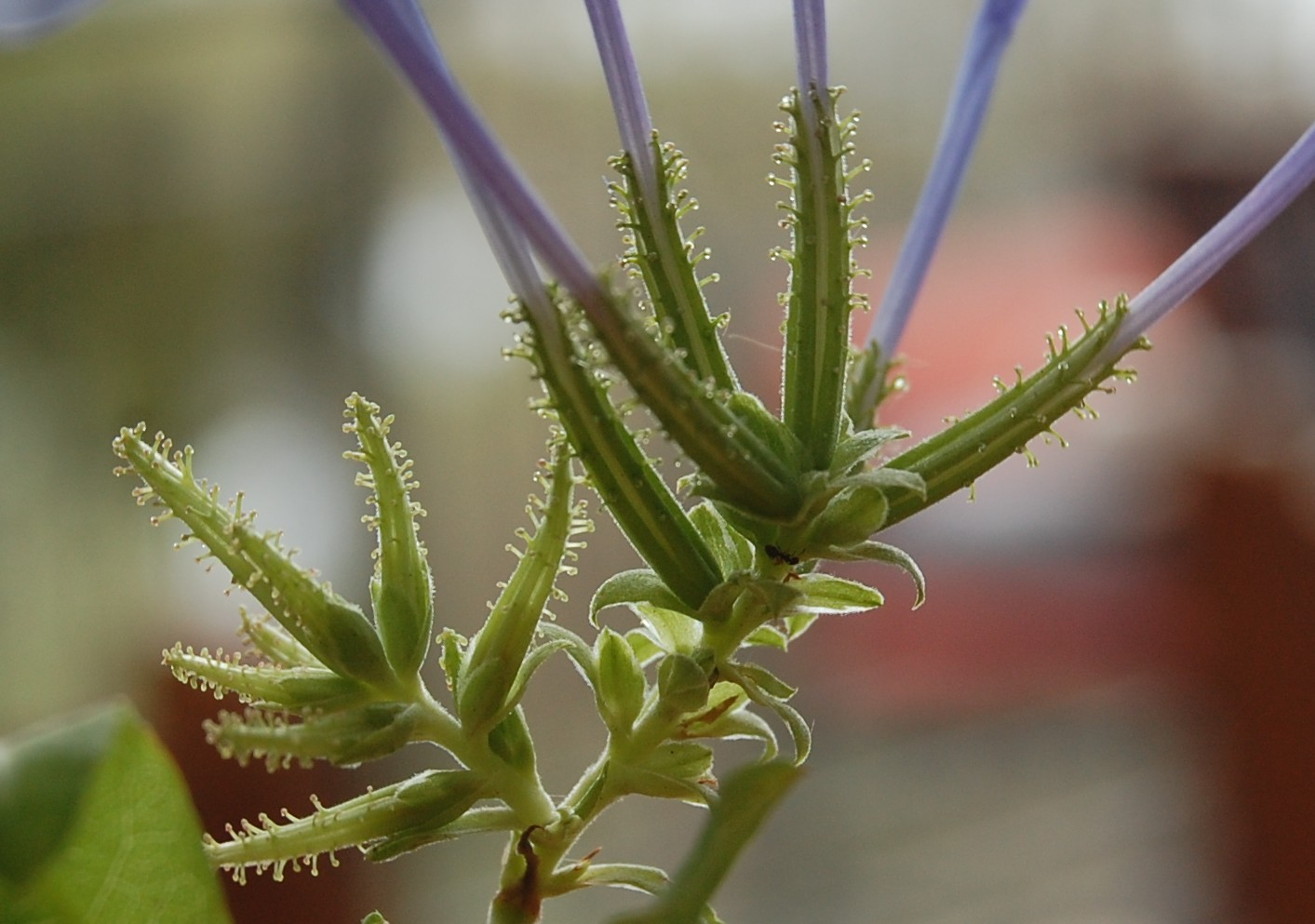
Plumbago sp., s'aprecia la presència de pèls glandulars sobre el calze

Hi ha graus intermedis entre una planta no carnívora i una d'estrictament carnívora, les protocarnívores, doncs, són un grau intermedi. Algunes plantes protocarnívores són un exemple de convergència evolutiva en la forma però no necessàriament en la funció. El gènere Plumbago, per exemple, té pèls gladulars en els sèpals que estructuralment recorden els tentacles de les carnívores Drosera i Drosophyllum.

## Tipus de trampes

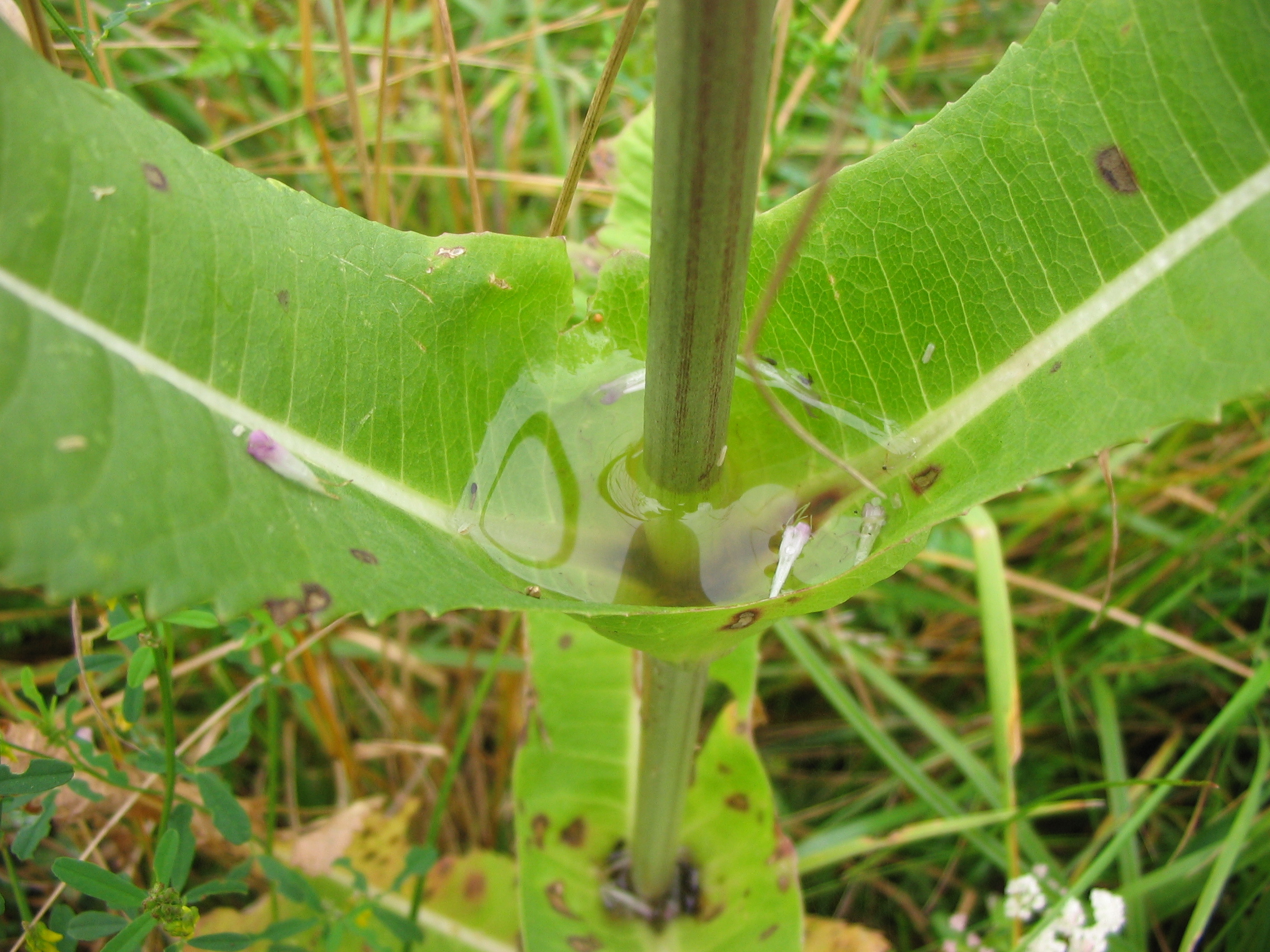
La reserva d'aigua de Dipsacus fullonum (cardó comú) captura insectes

Hi ha paral·lelisme entre els tipus de trampes entre carnívores i protocarnívores.
Una planta potencialment protocarnívora és el cardó comú (Dipsacus fullonum, present als Països Catalans) que entre les fulles que envolten la tija acumula aigua de pluja i on sovint s'hi troben insectes ofegats però no s'ha trobat que faci enzims que li permetin aprofitar-se delsinsectes capturats passivament.
L'herba anomenada sarronets de pastor (Capsella bursa-pastoris) es considera protocarnívora. Quan les seves llavors s'hidraten secreten un fluid enganxós que captura i mata insectes. L'unico criterio che non è stato esaminato è se e quanto la pianta si avvantaggi dall'adattamento carnivoro

## Llista de plantes protocarnívores
- Capsella bursa-pastoris - sarronets de pastor
- Gènere Dipsacus
- Gènere Drymocallis
- Geranium viscosissimum
- Ibicella lutea
- Paepalanthus bromelioides
- Passiflora foetida
- Gènere Plumbago
- Gènere Stylidium